# John Motley Morehead
John Motley Morehead, född 4 juli 1796 i Pittsylvania County, Virginia, död 27 augusti 1866 i Greensboro, North Carolina, var en amerikansk politiker (whig). Han var North Carolinas guvernör 1841–1845.
Morehead utexaminerades från University of North Carolina at Chapel Hill och studerade sedan juridik under Archibald D. Murphey. Han vann guvernörsvalet 1840 som Whigpartiets kandidat och omvaldes två år senare. Förbättringar av infrastrukturen och utbildningsväsendet hörde till hans profilfrågor. Bland annat grundades det en skola för döva under hans ämbetsperiod som guvernör. Morehead kallades "The Father of Modern North Carolina". Morehead efterträdde 1841 Edward Bishop Dudley som guvernör och efterträddes 1845 av William Alexander Graham.
Efter North Carolinas utträde ur USA satt Morehead i Amerikas konfedererade staters kongress 1861–1862.